# 特羅亞尼 (別爾江斯克區)
46°52′36″N 36°36′8″E / 46.87667°N 36.60222°E
特羅亞尼（烏克蘭語：Трояни）是位於烏克蘭東南部的村莊，由扎波羅熱州別爾江斯克區的安德里夫卡市鎮負責管轄。該村始建於1862年，面積2.1平方公里，海拔高度30米，2001年人口1,364，人口密度每平方公里647.7人。